# Гомес Себастьян

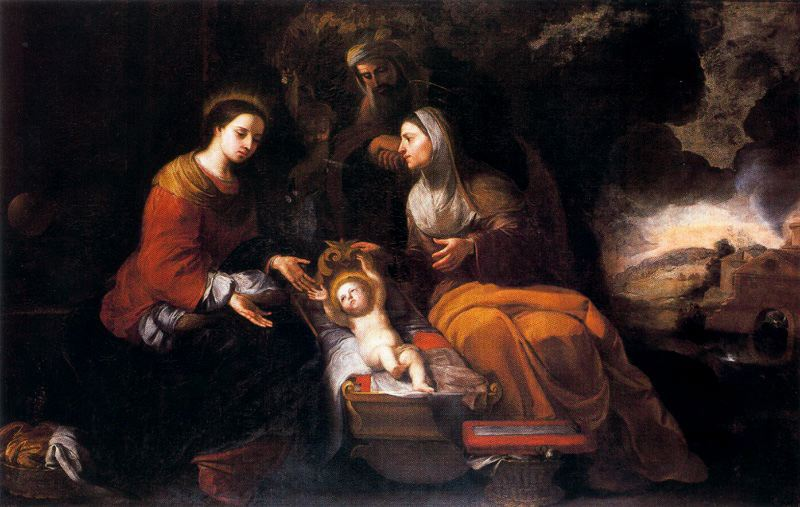
Святе сімейство, олія на полотні (160 × 252 см), приватна колекція.

Себастьян Гомес (ісп. Sebastián Gómez; період творчої активності припав на 1690–1699 роки), відомий як Мулат Мурійо — іспанський художник, що працював в стилі бароко, продовжувач стилю Бартоломе Естебана Мурійо.

## Життєпис
Народився у Ґранаді, можливо, син мориських рабів; в XVIII столітті була поширеною думка, що художник був рабом Мурійо. Так, наприкінці століття при описі колекції графа Аґіли було знайдено три картини підписані «Себастьян, раб Мурійо», і Сеан Бермудес у листі до свого друга, про стиль і композицію картин виданих в Кадісі в 1806 році, згадує учнів севільського художника, яких він учив малюванню, коли ті ще були його рабами. Ця історія була поетизована Гансом Крістіяном Андерсеном, який в 1838 році написав поему «Це зробив зомбі» (Lo hizo el zombi), присвячену африканському рабу Мурійї, який ночами допрацювує картини свого хазяїна.
Дві картини, які беззаперечно належать художнику, це «Свята Діва Розаріо зі святими» (Virgen del Rosario con santos), малюнок вигадливої і складної композиції, написаний в домініканському монастирі в Севільї 1690 року та підписаний Iliberritanus, там де жив і Сеан, зберігається в Музеї мистецтв Севільї; та «Свята Розалія з Вітербо» (Santa Rosalía de Viterbo), 1699 рік, намальована для францисканців з Есіхи, зберігається в Музеї Саламанки, картина і за формою і за походженням відноситься до Ґранади, поєднує риси живопису Алонсо Кана, перед тим як він покинув рідне місто, і Мурійо. Гомесу приписують також «Коронацію Діви» (Coronación de la Virgen), Музей Кадісу, та «Непорочну» (Inmaculada), Музей Севільї, ще чотири картини зберігаються в Національному музеї Сан Карлос в Мехіко.